# Eichelwürmer
Die Eichelwürmer (Enteropneusta) bilden gemeinsam mit den Flügelkiemern (Pterobranchia) die Kiemenlochtiere (Hemichordata) innerhalb der Neumünder (Deuterostomia). Beide Gruppen zeichnen sich durch eine funktionelle Dreigliedrigkeit aus, die sich auch auf den Körperhohlraum, das Coelom, ausdehnt. Ein weiteres gemeinsames Merkmal der beiden ansonsten sehr unterschiedlichen Gruppen ist die Ausbildung eines Skelettstabs, der häufig als Vorstufe der Chorda dorsalis bei den Chordaten angesehen wird. Ob es sich dabei wirklich um eine homologe Struktur handelt, ist allerdings zweifelhaft.
Bislang sind etwa 70 Arten der Eichelwürmer bekannt, die eine Körperlänge von wenigen Zentimetern bis hin zu Arten mit über 2 Metern erreichen können. Die längste Art ist der an der brasilianischen Küste vorkommende Eichelwurm Balanoglossus gigas mit einer Körperlänge bis zu 2,50 Metern. Eichelwürmer kommen weltweit an den Küsten und in den Meeren vor. So ist die etwa 3 cm lange Saccoglossus pygmaeus auch vor der Küste von Helgoland zu finden.

## Bau
Die Eichelwürmer selbst zeichnen sich durch einen wurmförmigen Körper aus. Dieser besteht aus einem langgestreckten Hinterleib oder Rumpf (Metasoma), einer Kragenregion (Mesosoma) und einem eichelförmigen Vorderteil (Prosoma), das als muskulöser Bohrer im Boden dient und ihnen zu ihrem deutschen Namen verholfen hat. Hinter dem Kragen befinden sich Kiemenporen, ein äußeres Zeichen für den bei ihnen entwickelten Kiemendarm.
Die Mundöffnung der Eichelwürmer liegt im oberen Bereich des meist orangefarbenen Kragens und wird von der Eichel überragt. Diese besteht neben der äußeren Muskulatur und dem vorderen Coelomraum (Protocoel), auch aus einem herzähnlichen Blutraum. Stabilisiert wird die Eichel durch einen Skelettstab, der entsprechend als Eichelskelett bezeichnet wird. Der Kragen enthält den mittleren Coelomraum (Mesocoel), während im Rumpf neben dem letzten Abschnitt des Coelom (Metacoel) vor allem der Darm und die Geschlechtsorgane liegen. Der Darm endet am Hinterende des Wurmes, wobei der After als Atmungsorgan ausgebildet ist (Enteropneusta = „Darm-Atmer“).

## Lebensweise
Fast alle Arten der Eichelwürmer graben Gänge in den Meeresboden und bewegen sich in diesem durch wellenförmige Muskelkontraktionen vorwärts. Unterstützt wird diese Bewegung durch die Hautoberfläche, die mit zahlreichen Zilien besetzt ist. Die Gänge sind U-förmig angelegt und haben am Hinterende des Tieres einen Ausgang für die Exkremente, die besonders im Watt neben den Kothaufen des Wattwurmes Arenicola marina sehr typische Strukturen darstellen. Am Vorderende wird ein Nahrungstrichter gebildet, die Tiere ernähren sich von organischen Partikeln, die im Schlamm enthalten sind. Dabei werden die Wohnbauten ständig umgebaut, um neue Nahrungsräume zu nutzen.

## Fortpflanzung und Entwicklung
Eichelwürmer sind getrenntgeschlechtlich, wobei die Männchen und Weibchen bereits äußerlich an der Farbe der Geschlechtsorgane erkennbar sind. Diese liegen bei vielen Arten in speziell ausgebildeten Genitalflügeln am Rumpf der Tiere. Die Befruchtung geschieht außerhalb des Körpers. Dazu geben die Weibchen der im Gezeitenbereich lebenden Tiere kurz nach dem Ebbetiefstand einen Schleimstrom ab, der die Eier enthält, etwa 20 Minuten später geben die Männchen ihre Spermien auf die gleiche Weise hinzu.
Aus den Eiern schlüpfen typische Larven, die als Tornarien bezeichnet werden. Diese sind tonnen- bis eiförmig und müssen bis zum erwachsenen Tier eine umfangreiche Metamorphose durchlaufen, die der der Stachelhäuter ähnelt.

## Systematik
Innerhalb der Eichelwürmer werden vier Familien unterschieden, wobei vor allem die Struktur und der Bau der Eichel (Eichelskelett, Eicheldarm) sowie einige weitere Charakteristika, wie z. B. das Vorhandensein von Leberblindsäcken und Synaptikeln, eine Rolle spielen. Nach phylogenomischen Daten ist die Monophylie der Familien Ptychoderidae und Torquaratoridae gegeneinander fraglich, die zweite Familie könnte in die erstgenannte eingeschachtelt sein.
Die Verwandtschaftsverhältnisse können, diesen Daten folgend, so aussehen:
|  | Harrimaniidae                                                                   |
|  |                                                                                 |
|  | \| \| Spengelidae \| \| \| \| \| \| Ptychoderidae + Torquaratoridae \| \| \| \| |
|  |                                                                                 |
|  | Spengelidae                                                                     |
|  |                                                                                 |
|  | Ptychoderidae + Torquaratoridae                                                 |
|  |                                                                                 |

|  | Spengelidae                     |
|  |                                 |
|  | Ptychoderidae + Torquaratoridae |
|  |                                 |

## Sonstiges
Eine 2012 neu beschriebene Eichelwurmart wurde von dem auf diese Tiere spezialisierten Forscher Nick Holland Yoda purpurata genannt, da ihn die ohrförmigen Lippen dieses Tiefseebewohners an die Ohren des Jedi-Ritters Meister Yoda erinnerten.